# 松林健一郎
松林 健一郎（まつばやし けんいちろう、昭和45年5月16日 -）は、日本の外交官。

## 人物
埼玉県出身。1993年3月に早稲田大学政治経済学部政治学科卒業後、外務省入省。在エジプト大使館公使等を経て、2022年9月より大臣官房審議官を務める。

## 略歴
- 1993年4月　外務省入省
- 2013年8月　在イラク日本国大使館 参事官
- 2014年8月　経済局経済安全保障課長
- 2016年8月　在イラク日本国大使館 参事官
- 2017年7月　中東アフリカ局中東第二課長
- 2019年2月　大臣官房在外公館課長
- 2020年8月　在エジプト日本国大使館 公使
- 2022年9月　大臣官房審議官
- 2022年11月　大臣官房審議官兼中東アフリカ局アフリカ部、国際協力局
- 2023年11月　大臣官房審議官[2]
- 2024年8月　内閣官房内閣情報調査室内閣衛星情報センター分析部長[3]

## 同期
- 孫崎馨（23年英国公使兼総領事）